# (8442) Ostralegus
(8442) Ostralegus ist ein Asteroid des inneren Hauptgürtels, der am 16. Oktober 1977 von dem niederländischen Astronomenehepaar Cornelis Johannes van Houten und Ingrid van Houten-Groeneveld entdeckt wurde. Die Entdeckung geschah im Rahmen der 3. Trojaner-Durchmusterung, bei der von Tom Gehrels mit dem 120-cm-Oschin-Schmidt-Teleskop des Palomar-Observatoriums aufgenommene Feldplatten an der Universität Leiden durchmustert wurden, 17 Jahre nach Beginn des Palomar-Leiden-Surveys.
(8442) Ostralegus ist nach dem Austernfischer benannt, einem Watvogel, dessen wissenschaftlicher Name Haematopus ostralegus lautet. Zum Zeitpunkt der Benennung des Asteroiden am 2. Februar 1999 befand sich der Austernfischer auf der niederländischen Blauen Liste wichtiger Vögel, die 1994 gemeinsam mit der niederländischen Roten Liste gefährdeter Vogelarten herausgegeben wurde.